# Liste des chantiers navals de l'Union soviétique
Cet article dresse la liste des chantiers navals et entreprises de construction navale de l'Union soviétique.

## Chantiers navals

### Mer Baltique
- Chantier naval de l'Amirauté, chantier naval no 194, Leningrad[1]
- Chantier naval Almaz, Leningrad
- Chantier naval de la Baltique, chantier naval no 189, Leningrad[2]
- Entreprise de construction navale Baltija (en), Klaipėda
- Chantier naval Sredne-Nevski, Leningrad
- Severnaïa Verf, chantier naval no 190, connu de 1935 à 1989 sous le nom de chantier naval Jdanov, Leningrad[3]
- Sudomekh, chantier naval no 196, Leningrad, fusionne avec le chantier naval de l'Amirauté en 1972[3]
- Chantier naval Okhta (en), Leningrad
- BLRT Grupp, Tallinn

### Mer Noire
- Nikolaïev :
  - Centre de recherche et de conception de la construction navale
  - Chantier naval de la mer Noire, Chantier naval de Nikolaïev Sud, chantier naval no 444, également connu sous le nom de chantier naval André Marty (Sud) (chantier naval no 198)[4]
  - Chantier naval Océan, Nikolaïev.
  - Chantier naval 61 Communards, Chantier naval de Nikolaïev Nord, chantier naval no 200[5], également connu sous le nom de chantier naval no 445,
- Chantier naval de Kherson, Kherson.
- chantier naval de la mer d'Azov, Marioupol.
- Chantier naval de Sébastopol, Zavod imeni Sergo Ordzhonikidze no 201, Sébastopol.
- Chantier naval Zaliv, chantier naval no 532, Kertch

### Mer de Barents
- Chantier naval no 10, à Poliarny.

### Mer Blanche
- Sevmash (Severnoïe Machinostroitelnoïe Predpriyatie), chantier naval no 402, Severodvinsk[6] ;
- Chantier naval de Zviozdotchka, Severodvinsk.

### Océan Pacifique
- Chantier naval de l'Amour, connu précédemment sous le nom de Chantier naval Leninski Komsomol, chantier naval no 199, Komsomolsk-sur-l'Amour[4] ;
- Chantier naval de Dalzavod, chantier naval no 202, Vladivostok[4] ;
- Chantier naval Zvezda (en), Bolchoï Kamen.

### Dans les terres
- Usine n°112 Krasnoïé Sormovo nommé en l'honneur d'Andreï Jdanov, à Gorki[4] ;
- Usine Ouralmach, Sverdlovsk[3] ;
- Forge de Rybalski, Kiev ;
- Chantier naval de Zelenodolsk  nommé d'après Maxime Gorki, sur la Volga à Zelenodolsk.
- Chantier naval de Galați sur le Danube.
- chantier naval de Kostroma, sur le Don.

## Bureaux d'étude
- Bureau d'étude Rubin
- Bureau d'étude Malakhit
- Bureau d'étude Severnoïe (en)

### Sources et bibliographie
- (en) Norman Polmar et Jurrien Noot, Submarines of the Russian and Soviet Navies, 1718-1990, Naval Institute Press, 1991, 370 p. (ISBN 0-87021-570-1, lire en ligne), « Submarine building yards »